# Fed Cup 2013 Zona Asia/Oceania Gruppo I - Pool A
Il Pool A della Zona Asia/Oceania Gruppo I nella Fed Cup 2013 è uno dei due pool (gironi) in cui è suddiviso il Gruppo I della zona Asia/Oceania. Tre squadre si sono scontrate nel formato round robin. (vedi anche Pool B)
|   | Pool A           | Kazakistan (bandiera) | Thailandia (bandiera) | India (bandiera) |
| 1 | Kazakistan (2-0) |                       | 2-1                   | 3-0              |
| 2 | Thailandia (1-1) | 1-2                   |                       | 3-0              |
| 3 | India (0-2)      | 3-0                   | 0-3                   |                  |

## Kazakistan vs. India
| Kazakistan 3 | National Tennis Centre, Astana, Kazakistan 6 febbraio 2013 cemento outdoor | National Tennis Centre, Astana, Kazakistan 6 febbraio 2013 cemento outdoor | India 0 |     |   |  |
| \| \| \| \| 1 \| 2 \| 3 \| \| \| - \| \| ------------------------------------------------------------------- \| --- \| --- \| - \| \| \| 1 \| \| Ksenija Pervak Rishika Sunkara \| 6 0 \| 6 0 \| \| \| \| 2 \| \| Jaroslava Švedova Kyra Shroff \| 6 1 \| 6 1 \| \| \| \| 3 \| \| Sesil Karatančeva / Galina Voskoboeva Rutuja Bhosale / Ankita Raina \| 6 3 \| 6 1 \| \| \| |                                                                            |                                                                            |         |     |   |  |
| |                                                                            |                                                                            | 1       | 2   | 3 |  |
| 1 | Kazakistan (bandiera) · India (bandiera)                                   | Ksenija Pervak Rishika Sunkara                                             | 6 0     | 6 0 |   |  |
| 2 | Kazakistan (bandiera) · India (bandiera)                                   | Jaroslava Švedova Kyra Shroff                                              | 6 1     | 6 1 |   |  |
| 3 | Kazakistan (bandiera) · India (bandiera)                                   | Sesil Karatančeva / Galina Voskoboeva Rutuja Bhosale / Ankita Raina        | 6 3     | 6 1 |   |  |

## Kazakistan vs. Thailandia
| Kazakistan 2 | National Tennis Centre, Astana, Kazakistan 7 febbraio 2013 cemento outdoor | National Tennis Centre, Astana, Kazakistan 7 febbraio 2013 cemento outdoor              | Thailandia 1 |     |     |  |
| \| \| \| \| 1 \| 2 \| 3 \| \| \| - \| \| --------------------------------------------------------------------------------------- \| --- \| --- \| --- \| \| \| 1 \| \| Ksenija Pervak Nudnida Luangnam \| 6 0 \| 6 1 \| \| \| \| 2 \| \| Jaroslava Švedova Luksika Kumkhum \| 6 0 \| 4 6 \| 4 6 \| \| \| 3 \| \| Jaroslava Švedova / Galina Voskoboeva Noppawan Lertcheewakarn / Varatchaya Wongteanchai \| 2 6 \| 5 2 \| 5 0 \| \| |                                                                            |                                                                                         |              |     |     |  |
| |                                                                            |                                                                                         | 1            | 2   | 3   |  |
| 1 | Kazakistan (bandiera) · Thailandia (bandiera)                              | Ksenija Pervak Nudnida Luangnam                                                         | 6 0          | 6 1 |     |  |
| 2 | Kazakistan (bandiera) · Thailandia (bandiera)                              | Jaroslava Švedova Luksika Kumkhum                                                       | 6 0          | 4 6 | 4 6 |  |
| 3 | Kazakistan (bandiera) · Thailandia (bandiera)                              | Jaroslava Švedova / Galina Voskoboeva Noppawan Lertcheewakarn / Varatchaya Wongteanchai | 2 6          | 5 2 | 5 0 |  |

## Thailandia vs. India
| Thailandia 3 | National Tennis Centre, Astana, Kazakistan 8 febbraio 2013 cemento outdoor | National Tennis Centre, Astana, Kazakistan 8 febbraio 2013 cemento outdoor       | India 0 |     |     |  |
| \| \| \| \| 1 \| 2 \| 3 \| \| \| - \| \| -------------------------------------------------------------------------------- \| --- \| --- \| --- \| \| \| 1 \| \| Nudnida Luangnam Rutuja Bhosale \| 6 1 \| 3 6 \| 6 1 \| \| \| 2 \| \| Luksika Kumkhum Kyra Shroff \| 6 0 \| 6 0 \| \| \| \| 3 \| \| Noppawan Lertcheewakarn / Varatchaya Wongteanchai Ankita Raina / Rishika Sunkara \| 6 1 \| 6 3 \| \| \| |                                                                            |                                                                                  |         |     |     |  |
| |                                                                            |                                                                                  | 1       | 2   | 3   |  |
| 1 | Thailandia (bandiera) · India (bandiera)                                   | Nudnida Luangnam Rutuja Bhosale                                                  | 6 1     | 3 6 | 6 1 |  |
| 2 | Thailandia (bandiera) · India (bandiera)                                   | Luksika Kumkhum Kyra Shroff                                                      | 6 0     | 6 0 |     |  |
| 3 | Thailandia (bandiera) · India (bandiera)                                   | Noppawan Lertcheewakarn / Varatchaya Wongteanchai Ankita Raina / Rishika Sunkara | 6 1     | 6 3 |     |  |

## Verdetti
- Kazakistan ammesso allo spareggio contro la prima della Pool B per un posto agli spareggi per il Gruppo Mondiale II.